# Кноп, Вильгельм
Вильгельм Кноп (нем. Wilhelm Knop; 28 июня 1817, Альтенау, королевство Ганновер, — 28 января 1891, Лейпциг, Германская империя) — немецкий агрохимик.

## Биография
После окончания обучения в университетах в Гёттингене и Гейдельберге поступил (1847) преподавателем в Лейпцигскую коммерческую школу и приват-доцентом в университет (1853). С 1856 года заведовал опытной сельскохозяйственной станцией вблизи Лейпцига, продемонстрировав научную важность и практическую полезность такой структуры. С 1863 года профессор Лейпцигского университета. Своими научными работами в специальной лаборатории и подготовкой к учёной деятельности многочисленных слушателей серьёзно помог быстрому развитию агрономической химии.
Основные сочинения Кнопа — «Справочник химических методов» (нем. «Handbuch der chemischen Methoden», 1859), «Круговорот веществ: Учебник агрохимии» (нем. «Der Kreislauf des Stoffs: Lehrbuch der Agriculturchemie», 1868) и «Оценка пахотной земли» (нем. «Die Bonitirung der Ackererde», 1872; русский перевод в 1877).